# Liste der Monuments historiques in Mellac
Die Liste der Monuments historiques in Mellac führt die Monuments historiques in der französischen Gemeinde Mellac auf.

## Liste der Bauwerke
| Bezeichnung        | Beschreibung | Standort | Kennzeichnung | Schutzstatus   | Datum | Bild           |
| ------------------ | ------------ | -------- | ------------- | -------------- | ----- | -------------- |
| Calvaire           |              | (Lage)   | PA00090114    | Inscrit        | 1932  | weitere Bilder |
| Manoir de Kernault | Herrenhaus   | (Lage)   | PA00090485    | Classé Inscrit | 1991  | weitere Bilder |

## Liste der Objekte
- Monuments historiques (Objekte) in Mellac in der Base Palissy des französischen Kultusministeriums